# 佩特廖洛
佩特廖洛（義大利語：Petriolo），是意大利马切拉塔省的一个市镇。总面积15平方公里，人口2080人，人口密度138.7人/平方公里（2009年）。ISTAT代码为043036。